# Damya Laoui
Damya Laoui (Eigenbrakel, 12 maart 1985) is een Belgische onderzoekster. Ze ontwikkelde een vaccin tegen uitzaaiingen van tumoren.

## Biografie
Laoui is van Algerijnse afkomst. Ze studeerde af als bio-ingenieur aan de VUB en behaalde een doctoraat in de bio-ingenieurswetenschappen aan diezelfde universiteit. Ze was visiting fellow aan het Swiss institute for Cancer Research, Ecole polytechnique fédérale de Lausanne (EPFL) in Lausanne. Ze is verbonden aan het Vlaams Instituut voor Biotechnologie.
Met haar partner en hun twee kinderen woont ze in het Waals-Brabantse Limal.

## Onderzoek
Damya Laoui onderzoekt de mechanismen waarmee bepaalde cellen het immuunysteem kunnen beïnvloeden om kankerprogressie af te remmen. Deze cellen of de moleculen die ze produceren kunnen dan gebruikt worden als basis voor de ontwikkeling van nieuwe (combinatie-) immuuntherapieën. Zo ontwikkelde Laoui’s team een anti-kankervaccin gebaseerd op lichaamseigen tumor-afgeleide cellen.

## Kennisverspreiding en gelijke kansen
Laoui zet zich in om jongeren te stimuleren voor STEM-studies te kiezen. Ze wil in het bijzonder jongeren met een migratie-achtergrond meer zelfvertrouwen geven om universitaire studies te starten, en (jonge) vrouwen aanmoedigen om een wetenschappelijke carrière uit te bouwen. 

## Erkentelijkheden
- 2017 - uitgeroepen tot Innovators under 35 Europe (Massachusetts Institute of Technology MIT)[6]
- 2017 - Dunia award[7]
- 2018 - Wetenschapstalent (New Scientist)[8]
- 2018-2023 - Lid Jonge Academie
- 2019 - Ignace Vanderschueren Price 2019
- 2020 - Collen-Francqui Start-Up Grant[9]
- 2024 - Commandeur in de Kroonorde[10]